# Кайл Коннор
Кайл Коннор (англ. Kyle Connor; 9 грудня 1996, м. Шелбі-Тауншип, США) — американський хокеїст, центральний нападник. Виступає за Мічиганський університет у чемпіонаті NCAA.
Вихованець хокейної школи «Белль Тайр». Виступав за «Янгстаун Фантомс» (ХЛСШ).
У складі юніорської збірної США учасник чемпіонату світу 2014.

## Досягнення
- Переможець юніорського чемпіонату світу — 2014.
- Приз Леді Бінг — 2022.
- Перша команда всіх зірок НХЛ — 2025.